# Virginia Tech-massakern

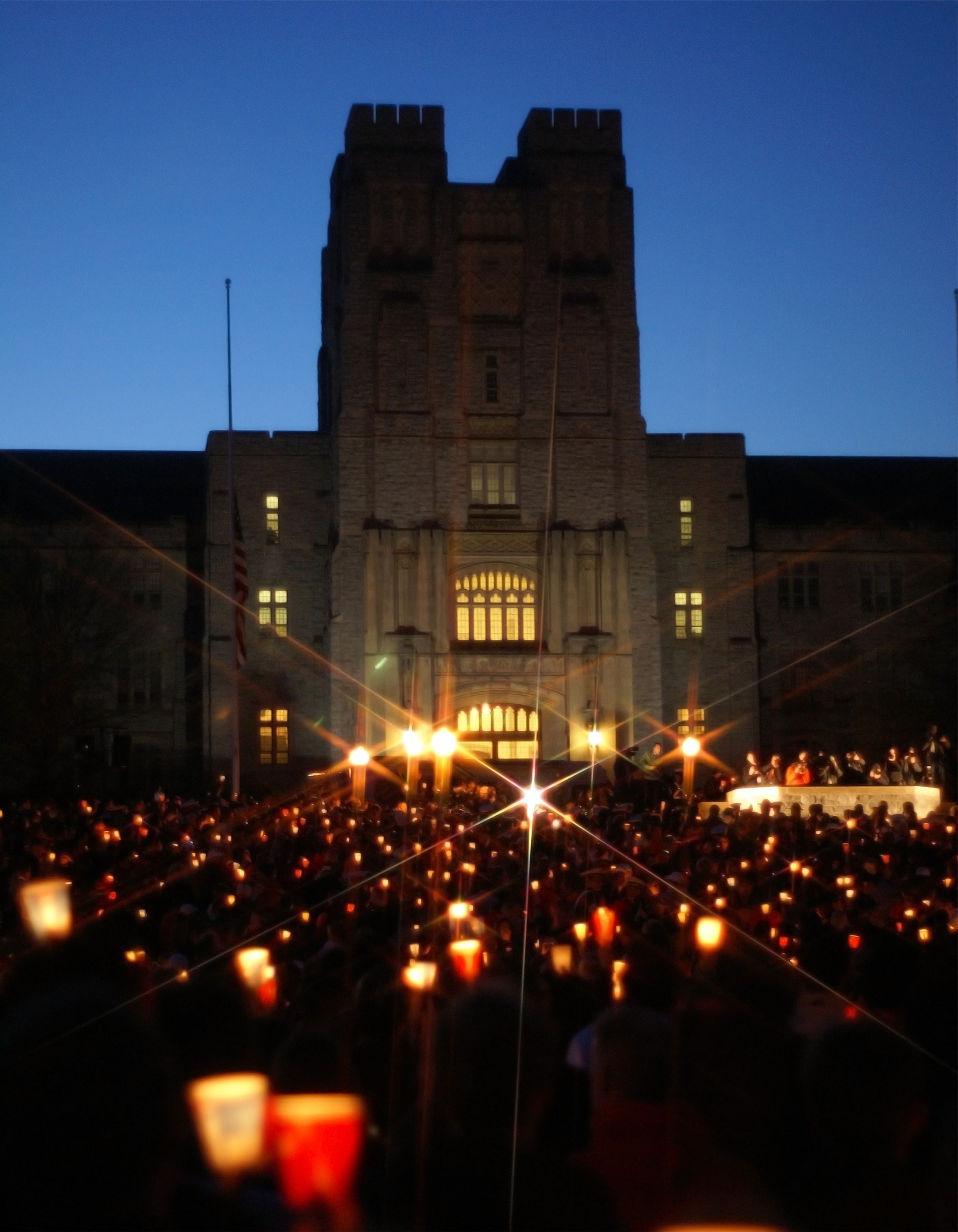
Tillfälligt monument över massakern i Virginia Tech.

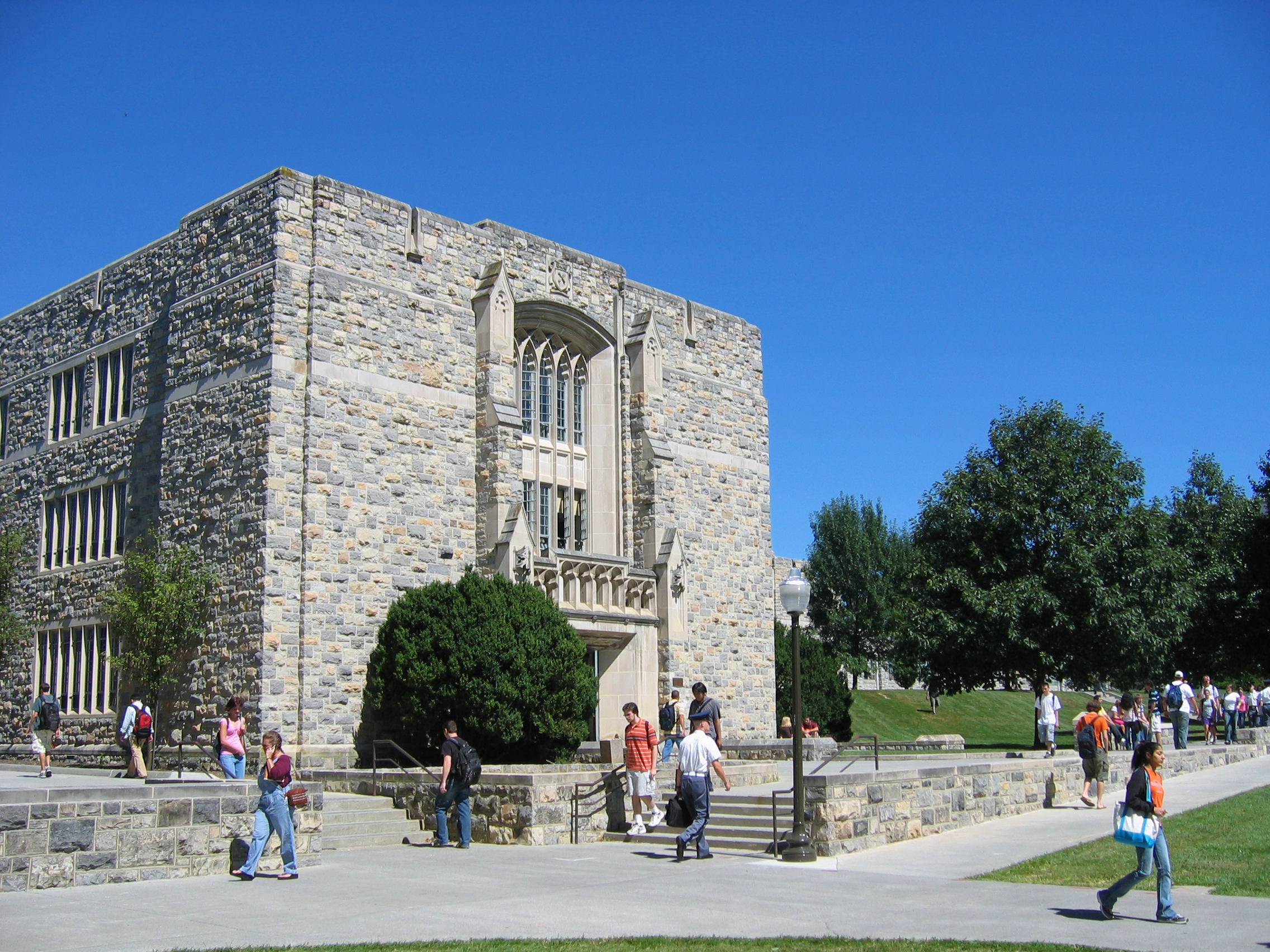
Byggnaden där massakern främst ägde rum.

Skolmassakern på Virginia Tech inträffade i Blacksburg, Virginia i USA den 16 april 2007 cirka klockan 07.15 lokal tid. I början talades det om att det endast var en person som skjutits, men senare under dagen framkom det att en gärningsman skjutit ihjäl minst 32 personer och skadat minst 23 andra, och därefter begått självmord. Offren var studenter och lärare på universitetet Virginia Polytechnic Institute and State University ("Virginia Tech").
Många studenter höll sig, på uppmaning av skolans ansvariga, inlåsta i klass- och studentrum där de höll sig uppdaterade om händelseförloppet via Internet och genom SMS. Skolan skickade efter det första skottdramat ut en varning via e-mail, som dock missades av de flesta då lektioner och föreläsningar var igång.
Professor Liviu Librescu lyckades rädda flera liv genom att hålla igen dörren till det klassrum han undervisade i, varpå flera studenter kunde fly genom fönstret. Librescu blev emellertid dödad, skjuten med fem skott.

## Gärningsmannen
Polisen identifierade på tisdagen (den 17 april) gärningsmannen som den 23-årige sydkoreanska studenten Seung-Hui Cho. Troligen sköt han sig själv efter att ha mördat nästan en hel klass. Han hade också skickat in bilder på sig själv där han poserade med vapnen, 27 videofilmer och ett 1800 ord långt manifest till TV-kanalen NBC. Han sade att han ville dö som Jesus.